# Szranki i konkury
Szranki i konkury – komiks autorstwa Janusza Christy z serii Kajko i Kokosz i stanowi drugą część cyklu.

## Historia komiksu
Czarno-biała opowieść początkowo ukazywała się w odcinkach w Wieczorze Wybrzeża w latach 1973–1974, równolegle drukowana w „Ekspresie Poznańskim” z paromiesięcznym opóźnieniem. Historia została drukowana w „Wieczorze Wybrzeża” ponownie w latach 1985–1986, aż została wydana w formie dwóch albumów w 1985 roku za nakładem Krajowa Agencja Wydawnicza. Tu trzeba zaznaczyć, że o ile wersja gazetowa miała 344 paski, tak wersja albumowa tylko 330 – poza wyciętymi wątkami, niektóre zostały narysowane na nowo w „zwęźlonej” wersji.
W roku 2005 Egmont Polska wydał serię w wersji kolorowej, tym razem rozbijając ją na trzy albumy. 15 pasków było narysowanych na nowo (prawdopodobnie ze względu na słabą jakość oryginałów). Autorem kolorów był Jacek Skrzydlewski.
Pomimo wydań albumowych komiks ukazywał się znów w odcinkach w „Dzienniku bałtyckim” (lata 1996–1997) i później w latach 2006–2008 (w wersji kolorowej), gdzie historie skrócono tym razem do 220 pasków.
W internetowym plebiscycie portalu „Na Plasterki” na najlepszy epizod Kajka i Kokosza komiks zdobył pierwsze miejsce. Album był też ulubionym epizodem samego Janusza Christy.

## Fabuła komiksu
Książę Wojmił zostaje opuszczony przez swoich rycerzy. Marząc o napaści na swojego sąsiada Mszczuja prosi swojego brata Mirmiła o wysłanie posiłków. Mirmił wysyła mu swoich dwóch najlepszych rycerzy - Kajka i Kokosza, którzy ostatnio narzekają w grodzie na nudę. Po drodze spotykają rycerza Wita, który marzy o zdobyciu ręki Fochny - wybrednej i rozpieszczonej córki Mszczuja. Sprawa się komplikuje, gdy Wojmił także zakochuje się w Fochnie i dwójka zaczyna konkurować o jej rękę. Fochna stawia adoratorom trzy zadania. Wojmił wysyła Kokosza by wykonał za niego zadania, Wit zaś prosi o pomoc Kajka.